# 郭天吉
郭天吉（17世紀—1643年），右軍都督府陝西都司榆林衛人，明朝軍事人物。

## 生平
郭天吉是崇禎十年（1637年）的武進士三甲第七名，任甘肅副總兵，跟隨甘肅巡撫林日瑞守衛河防，失守後回歸甘州自保；父親郭夫號稱郭神箭，拿出財產協助殺賊，不久賀錦攻破甘州，父親被殺，他先殺妻妾子女，後在城內巷戰被擒，堅持不投降而被斬首，只有幼子被僕人背負逃走倖存。

## 引用
1. 1 2  《中國明朝檔案總匯·第二十八冊》：〈兵部為武科宜分路用人事行稿〉：兵部題為請明武科人地之宜以便推用，職方清吏司案呈，崇禎十年十一月十九日奉本部送兵科抄出該本部題……按武錄查之……三甲第七名之郭天吉、三甲第二十五名之賀世禎皆榆林人……
2. ↑  道光《榆林府志·卷十八：郭天吉》 崇禎十六年癸未【十年丁丑】武進士 官副將
3. ↑  道光《榆林府志·卷三十二》：郭天吉　榆林人，以武進士仕至甘肅副將，賊攻甘涼城陷，天吉巷戰被擒不屈，賊怒磔之，見賈志。
4. ↑  《皇明四朝成仁錄·卷一·在外死節傳》：郭天吉，榆林人，以武進士至甘肅副將 《烈皇小識·卷八》作總兵，賊攻甘涼，城陷巷戰被執不屈，賊磔之。
5. ↑  乾隆《甘州府志·卷二》：明年（崇禎十六年）十一月，李自成黨賀錦進逼甘肅，（林）日瑞聞賊急結西羌，嚴兵以待，而自率副將郭天吉等護諸河……郭天吉，山西人，父夫名號郭神箭，累財殺賊甚眾。天吉等河干失守歸保甘州，城破其父没於賊，天吉歸殺妻妾子女，一僕負幼子逃，天吉自殺，甘人至今壯之，餘見忠節。